# Ramphotyphlops willeyi
Ramphotyphlops willeyi este o specie de șerpi din genul Ramphotyphlops, familia Typhlopidae, descrisă de Boulenger 1900. Conform Catalogue of Life specia Ramphotyphlops willeyi nu are subspecii cunoscute.